# Leonid Jurtajew
Leonid Nikolajewitsch Jurtajew (russisch Леонид Николаевич Юртаев, beim Weltschachbund FIDE Leonid Yurtaev; * 1. Mai 1959 in Frunse; † 2. Juni 2011 in Bischkek) war ein kirgisischer Schachspieler.
Die kirgisische Einzelmeisterschaft konnte er einige Male gewinnen. Er spielte für Kirgisistan bei sechs Schacholympiaden: 1992 bis 2000 und 2006.
Viermal spielte er für die Kirgisische SSR bei den sowjetischen Mannschaftsmeisterschaften (1975, 1979, 1983 und 1985).
Im Jahr 1986 wurde er Internationaler Meister, seit 1996 trug er den Titel Großmeister. Seine höchste Elo-Zahl war 2552 im Juli 2000.
| Hier fehlt eine Grafik, die leider im Moment aus technischen Gründen nicht angezeigt werden kann. Wir arbeiten daran! |